# Berg (powiat Starnberg)

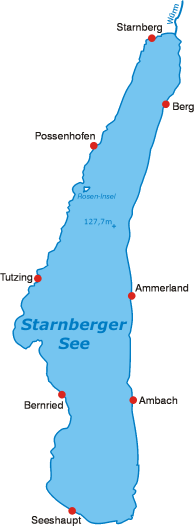
Mapa jeziora Starnberger See

Berg – miejscowość i gmina w Niemczech, w kraju związkowym Bawaria, w rejencji Górna Bawaria, w regionie Monachium, w powiecie Starnberg. Leży około 5 km na południowy wschód od Starnberga, nad jeziorem Starnberger See.

## Demografia
Dane o ludności z 31 grudnia 2008:
| Opis                                | Ogółem | Ogółem | Kobiety | Kobiety | Mężczyźni | Mężczyźni |
| ----------------------------------- | ------ | ------ | ------- | ------- | --------- | --------- |
| Jednostka                           | osób   | %      | osób    | %       | osób      | %         |
| Populacja                           | 8173   | 100    | 4218    | 51,61   | 3955      | 48,39     |
| Wiek przedprodukcyjny (0–17 lat)    | 1636   | 20,02  | 779     | 9,53    | 857       | 10,49     |
| Wiek produkcyjny (18–65 lat)        | 4948   | 60,54  | 2597    | 31,78   | 2351      | 28,77     |
| Wiek poprodukcyjny (powyżej 65 lat) | 1589   | 19,44  | 842     | 10,3    | 747       | 9,14      |

## Polityka
Wójtem gminy jest Rupert Monn, rada gminy składa się z 20 osób.
|      | CSU | SPD/PF | Zieloni | BG | EK | FDP | ÜW | quhv | Razem |
| 2008 | 4   | 3      | 1       | 2  | 4  | 1   | 1  | 4    | 20    |
| 2002 | 5   | 3      | 1       | 4  | 5  | 1   | 1  | -    | 20    |